# Antiochos X
Pour les articles homonymes, voir Antiochos.
Sauf précision contraire, les dates de cet article sont sous-entendues « avant l'ère commune » (AEC), c'est-à-dire « avant Jésus-Christ ».
Antiochos X Philopator (« Qui aime son père ») dit Eusèbe (« Le Pieux ») est un roi séleucide qui règne de 94 à environ 92/88 av. J.-C.

## Biographie
Fils d'Antiochos IX et probablement de Cléopâtre IV, il est né entre 114 et 112 av. J.-C. À la mort de son père, tué en 95 par Séleucos VI, il entre en lutte contre ce dernier. Séleucos VI, chassé, meurt en 94. Mais Antiochos X voit immédiatement se dresser contre lui ses cousins, les jumeaux Antiochos XI et Philippe Ier, tandis que leur autre frère Démétrios III devient roi à Damas. En 93, Antiochos XI meurt noyé accidentellement dans l'Oronte.
La date et les circonstances de la disparition d'Antiochos X sont inconnues. Appelé à l'aide par la reine Laodicé des Samènes contre les Parthes, il est vaincu par eux et tué en 92 ou en 88.
Marié à sa tante et belle-mère Cléopâtre V Séléné, il est peut-être le père d'Antiochos XIII et de Séleucos VII.